# Kundurosaurus
Kundurosaurus é um gênero de dinossauro da família Hadrosauridae. Há uma única espécie descrita para o gênero Kundurosaurus nagornyi. Seus restos fósseis foram encontrados na região do rio Amur, no extremo leste da Rússia, e data do Cretáceo Superior (Maastrichtiano).